# Veoh

Logo de la compañía.

Veoh es una compañía con base en San Diego, California que es dueña de una base de datos virtual de video clips.
Distinta de otras páginas de distribución de videos como YouTube, la compañía distribuye videos en su formato original, sin transformarlos ni quitarles calidad al momento en que son subidos a la web. Debido a esta tecnología, un software es requerido para poder descargar los videos de la página, o verlos en su calidad original en línea. El sitio también ofrece un reproductor de video con Adobe Flash al igual que su rival YouTube, para que puedan verse los videos sin necesidad de hacer descarga de un programa adicional.
La compañía recibió atención de los medios después que Michael Eisner -ex-empresario de Disney Pictures- se uniera al ambicioso proyecto. Para abril del 2006, él era uno de los inversores junto con AOL Time-Warner en la segunda ronda de 12,5 millones de dólar para financiar Veoh.

## Historia
Veoh fue fundada el año 2004 por Dmitry Shapiro, filántropo y videográfo aficionado. La compañía inició una versión previa de su tecnología distributiva en septiembre del 2005 y debutó en su servicio completo para marzo del 2006. Veoh oficialmente abrió sus puertas al público en febrero del 2007. La página ha contado con una inversión superior a los $15 millones de dólares en capital.
En adición a su servicio de que cualquier persona inscrita al sitio pueda subir y compartir sus propios videos, Veoh también ha comenzado a distribuir contenido de medios como Billboard, TNT Networks, la CW Network, New Line Cinema, Bennet Media, Paramount Pictures, US Weekly, TV Guide, entre otros. Entre independientes se puede mencionar a Doogtoons, Can We Do That?, Goodnight Burbank, and Dave and Tom. 
Recientemente en junio del 2007, los videos superiores con duración superior a los 45 minutos dejaron de estar disponibles para verse en línea, haciéndose necesario tener que bajarlo para poder tener acceso a dicho archivo, y en Internet sólo estaría disponible un preview de máximo 5 minutos. Anteriormente el preview era de 60 minutos, lo que provocó algo de descontento entre los afiliados a Veoh.
Al igual que otros sitios en Internet que albergan videos, Veoh también incluye material con copyright, lo que ya le ha causado problemas similares a los sucedidos con YouTube. 
A inicios de noviembre de 2007 los videos que fueron subidos en veoh al ser descargados quedaban con menor peso en megabytes y menor calidad, al ser dados en formato flv (formato usado en blogs de video). Esto causó que muchos usuarios vuelvan a usa el ares u otras páginas como stage 6. Pero veoh a partir de finales de enero de 2008 ha vuelto a permitir la descarga de videos en el formato original que fueron subidos (3gp,avi, mov, mp4, mpg).
Tras el cierre de Stage6 la misma empresa recomienda a veoh como su sucesora.
El 31 de mayo del año 2008 Veoh cierra su acceso a países latinoamericanos (con excepción de México), africanos, del medio oriente y Europa Oriental) debido a que los contratos con empresas televisivas no aplicaban en estos países.

## Publicación de videos
Los creadores de videos pueden usar sus computadores para subir videos para ser distribuidos. Veoh transcodifica el archivo para que éste pueda quedar disponible para el Reproductor de Veoh, en el sitio Veoh.com, emitido en el sitio del mismo creador, en reproductores portátiles, tales como iPods Sony PSP, y en otros sitios de videos. Los creadores pueden adaptar la presentación a su propio contenido, con publicaciones automáticas vía RSS, organizar programas de video a través de episodios de una serie y ofrecer contenido para la venta.
Una mejora gratis permite al usuario compartir su video original con otros usados, en vez de la opción de videos en formato flash (flv), permitiendo que ellos se transfieran automáticamente a otros sitios tales como YouTube, Google Video, o Myspace. Los creadores pueden también tener acceso a la estadística de números de vistas, bajadas y comentarios de terceros, desde su página "My Videos".